# 北海道道569号蕨台古平線
北海道道569号蕨台古平線（ほっかいどうどう569ごう わらびだいふるびらせん）は、北海道岩内郡共和町と古平郡古平町を結ぶ一般道道（北海道道）である。未開通区間および冬期通行止め区間がある。

## 概要

### 路線データ
- 起点：北海道岩内郡共和町宮丘（国道229号交点）
- 終点：北海道古平郡古平町大字沢江町（北海道道998号古平神恵内線交点）
- 総延長：27.387 km
- 実延長：11.239 km
- 重用延長：0.053 km
- 未供用延長：16.095 km
- 未舗装延長：0.734 km

### 道路管理者
- 後志総合振興局 小樽建設管理部 共和出張所
- 後志総合振興局 小樽建設管理部 余市出張所

## 歴史
- 1967年（昭和42年）3月31日 - 路線認定[1]。
- 1995年（平成7年）5月30日 - 起点の接続先を北海道道269号蕨岱国富停車場線から国道229号に変更[2]。
- 2004年（平成16年）3月2日 - 起点となる国道229号交点位置を変更[3]。

## 路線状況

### 未供用区間
- 共和町宮丘 - 古平町大字沢江町
区間延長：16.1 km

### 冬期交通規制
- 通行止め
  - 共和町宮丘593 - 共和町宮丘793
区間延長：0.7 km
  - 古平町大字沢江町国有林3329林班 - 古平町大字沢江町堤の沢904番地先
区間延長：4.1 km

### 道路施設

#### 主な橋梁
- 大名橋（25 m、大名ノ沢、古平町大字沢江町）

## 地理

### 通過する自治体
- 後志総合振興局
  - 岩内郡共和町
  - 古平郡古平町

### 交差する道路
共和町
- 国道229号 - 宮丘（起点）
- 北海道道818号発足線 - 宮丘

古平町
- 北海道道998号古平神恵内線 - 大字沢江町（終点）